# De sibiriske trapper
De sibiriske trapper er en vigtig geotop i form af et vulkansk og magmatisk lavaområde på det centralsibiriske plateau i det central-nordlige Sibirien, som består af basalt.  De sibiriske trapper ligger mod nordvest i grundfjeldsområdet Angaraland og hovedområderne i Putoranabjergene og ellers området langs floden Nedre Tunguska (Nizjnaja Tunguska). Flodbasalten antager ofte en trappestruktur, derfor navnet. Arealet er på 2 millioner km², men det kan oprindeligt have været 3-4 gange større.
Ved overgangen mellem perm og trias opstod De sibiriske trapper ved en enorm vulkansk opstigning af lavamasser for 251 millioner år siden. Det anslås at udbruddet har været på 3 millioner km3 og dette udbrud kan have forårsaget Perm–Trias udslettelsen, hvor 97% af livet på jorden uddøde.

## Eksterne links
- Earth's Greatest Killer Finally Caught. Livescience Arkiveret 14. december 2013 hos  Wayback Machine
- Jordens største masseudryddelse... Videnskab.dk Arkiveret 21. januar 2013 hos  Wayback Machine
- Siberian Traps Arkiveret 11. august 2010 hos  Wayback Machine
- Siberian Traps Arkiveret 17. december 2013 hos  Wayback Machine
- The Siberian Traps Large Igneous Province Arkiveret 29. oktober 2020 hos  Wayback Machine
- Toxic Gases Caused World's Worst Extinction Arkiveret 30. oktober 2012 hos  Wayback Machine
- UNESCOs Verdensarvsliste: Putoranabjergene Arkiveret 1. juli 2017 hos  Wayback Machine, hentet 11. juli 2016 (engelsk)

67°N 90°Ø / 67°N 90°Ø